# Latrodectus variolus
La viuda negra del norte (Latrodectus variolus) es una especie de araña de la familia Theridiidae. Se distribuye en Canadá y Estados Unidos.

## Características y hábitat
Esta especie de arañas fue descubierta en 1837 por Walckenaer y se diferencia de las otras especies ya que posee manchas blancas en su abdomen. Se encuentran en bosques y pantanos; se esconden en los árboles para formar su telaraña y permanecer boca a abajo para poder capturar a su presa rápidamente. Se alimentan de insectos como abejas, avispas, moscas, escarabajos, mariposas, etc.

## Peligrosidad
Esta araña no es agresiva, solo puede morder si se la intenta capturar o accidentalmente se la comprime sobre la piel. Es peligrosa para los seres humanos ya que cuenta con glándulas venenosas que producen latrotoxinas (una neurotoxina) las que son inoculadas en caso de una mordedura, especialmente si se trata de una hembra, ya que esta posee quelíceros de mayor tamaño, los que son más adecuados para penetrar en la piel humana.